# Xian de Fugou
Le xian de Fugou (扶沟县 ; pinyin : Fúgōu Xiàn) est un district administratif de la province du Henan en Chine. Il est placé sous la juridiction de la ville-préfecture de Zhoukou.

## Démographie
La population du district était de 701 938 habitants en 1999.